# 日像鏡・日矛鏡
日像鏡・日矛鏡（ひがたのかがみ・ひぼこのかがみ）とは、石凝姥命が八咫鏡（三種の神器の一つ）に先立って造った鏡とされ、現在は日前神宮・國懸神宮（和歌山市）の御神体と伝わる。

## 概要
『日本書紀』の岩戸隠れの段の第一の一書には以下の記述がある。
「故即以石凝姥為冶工 採天香山之金以作日矛 又全剝真名鹿之皮以作天羽皮吹 用此奉造之神 是即紀伊國所坐日前神也」
即ち石凝姥を以て冶工として、天香山の金を採りて、日矛を作らしむ。又、真名鹿の皮を全剥ぎて、天羽鞴（鹿の革で作ったふいご）に作る。此を用て造り奉る神は、是即ち紀伊国に所坐す日前神なり
日前・國懸神宮の社伝では、日矛とは矛ではなく日矛鏡という名の鏡であるとし、三種の神器の一つである八咫鏡（伊勢神宮の御神体として奉斎されているとされる）に先立って造られた「日像鏡」と「日矛鏡」の二枚の鏡の一枚と伝えている。つまり、天照大御神の御姿を型取った日像鏡と日矛鏡の次に作ったのが、八咫鏡であるという内容である。
現在まで日像鏡と日矛鏡は、天照大御神の前霊として日像鏡は日前神宮、日矛鏡は國懸神宮の御神体として奉斎されていると伝わる。なお、これまでに実物が調査されたことはなく、日前・國懸両神宮の社伝通りであるかどうか検討することはできず、現在のところ詳細は不明である。